# Kamen Rider Ex-Aid
Kamen Rider Ex-Aid (仮面ライダーエグゼイド Kamen Raidā Eguzeido) 
là một bộ phim tokusatsu Nhật Bản trong Kamen Rider Series của Toei Company. Đây là bộ thứ 18 trong thời Heisei và là thứ 27 trong cả series. Toei đăng ký nhãn hiệu Kamen Rider Ex-Aid vào ngày 13 tháng 6 năm 2016. Chương trình bắt đầu được chiếu từ ngày 2 tháng 10 năm 2016, một tuần sau tập cuối của Kamen Rider Ghost, chiếu song song với Doubutsu Sentai Zyuohger và Uchuu Sentai Kyuranger trong Super Hero Time. Motif của phim là "Doctor" và "Game". Slogan của phim là "Game Start!" (ゲームスタート！ gēmu sutāto!), "No continue, ta sẽ thay đổi vận mệnh!!" (ノーコンティニューで運命を変えろ!! Nō kontinyū de unmei o kaero!!).

## Cốt truyện
6 năm trước, nhân loại bị lây nhiễm một chủng loại virus mới, tên là Bugster Virus và biến họ thành những sinh vật được gọi là Bugster. Vào thời điểm hiện tại, một bác sĩ thực tập và cũng là một gamer thiên tài, Houjou Emu nhận được Gamer Driver và Mighty Action X Gashat để biến thân thành Kamen Rider Ex-Aid. Cùng với những bác sĩ Rider khác, Emu phải chiến đấu để cứu mọi người khỏi Bugster Virus đang lây lan trong nhân loại.

## Nhân vật
Trong TV show:
| Kamen Rider Ex‑Aid      | Hojo Emu                      |
| Kamen Rider Brave       | Kagami Hiiro                  |
| Kamen Rider Snipe       | Hanaya Taiga                  |
| Kamen Rider Lazer       | Kujou Kiriya                  |
| Kamen Rider Lazer-Turbo | Kujou Kiriya                  |
| Kamen Rider Genm        | Dan Kuroto                    |
| Kamen Rider Para-DX     | Parado                        |
| Kamen Rider Poppy       | Karino Asuna / Poppy Pipopapo |
| Kamen Rider Cronus      | Dan Masamune                  |
| Kamen Rider Cronus      | Hanaya Taiga (Gamer Driver)   |

Trong Movie (Phim điện ảnh)
| Kamen Rider Fuma            | Kagenari Nagumo                  |
| Kamen Rider True Brave      | Another Hiiro                    |
| Kamen Rider Cronus          | Hanaya Taiga (Buggle Driver II)  |
| Kamen Rider Another Para-DX | Black Parado                     |
| Kamen Rider Ex‑Aid          | Kiryuu Sento (DoctorGame Bottle) |

- Houjou Emu (宝生 永夢?) / Kamen Rider Ex-Aid (仮面ライダーエグゼイド Kamen Raidā Eguzeido?): Là bác sĩ khoa nhi thực tập tại bệnh viện đại học Seito. Khi còn nhỏ Emu bị tai nạn rất nặng nhưng đã được các bác sĩ cứu sống, vì thế anh có ước mơ trở thành một bác sĩ giỏi. Ngoài ra anh còn là "Thiên tài Gamer M" - đồng âm với tên anh. Emu trở thành Kamen Rider Ex-Aid với mục tiêu cứu chữa bệnh nhân khỏi sự tấn công của Bugster. Khi biến thân anh hay nói "Vận mệnh của bệnh nhân/ ngươi/...(tên ai đó), ta sẽ thay đổi nó!" (患者／お前／...の運命は俺が変える！ kanja/ omae/... no unmei wa ore ga kaeru!?) và "No continue và clear thôi nào!" (ノーコンティニューでクリアしてやるぜ！ Nō kontinyū de kuria-shite yaruze!?) khi bắt đầu chiến đấu.
  - Rider Gashat: Mighty Action X (Lv.1; Lv.2), Gekitotsu Robots (Lv3), Drago Knight Hunter Z (Lv5), Shakariki Sports (Lv.3), Bakusou Bike (triệu hồi xe máy), Mighty Brothers XX (Lv.X; Lv.XX), Ju Ju Burger (Lv.4), Maximum Mighty X (Lv.99), Hyper Muteki (LV.?), Doctor Mighty XX, Mighty Creator VRX, Knock Out Fighter 2, Mighty Novel X (trong Novel).
- Kagami Hiiro (鏡 飛彩?) / Kamen Rider Brave (仮面ライダーブレイブ Kamen Raidā Bureibu?): Là bác sĩ thiên tài chuyên ngành phẫu thuật từ Mỹ về. Hiiro có tính cách hơi kiêu, luôn chê bai cách làm việc thiếu chuyên nghiệp của Emu. Hay thêm cụm từ "No thank you" khi nói câu từ chối. Anh từng có một mối thù với Taiga vì sự ra đi của Saki 5 năm trước, nhưng sau trận đấu không cân sức giữa Taiga và Graphite, Hiiro đã hiểu ra và trở thành đồng đội với anh. 
  - Rider Gashat: Taddle Quest (Lv 1; Lv.2), DoReMiFa Beat (Lv.3), Drago Knight Hunter Z (Lv.5), Night of Safari (Lv.4), Gashat Gear Dual Beta (Taddle Fatasy Lv.50), Taddle Legacy (Lv.100).
- Hanaya Taiga (花家 大我?) / Kamen Rider Snipe (仮面ライダースナイプ Kamen Raidā Sunaipu?): Từng là bác sĩ bệnh viện đại học Seito, 5 năm trước vì sai lầm trong việc chữa trị Saki (bạn gái của Hiiro) mà anh bị thu giấy phép và rời khỏi CR. Taiga giờ đang là bác sĩ phòng khám chui, và đang có mục đích lấy được tất cả các Gashat. Về sau mọi người mới hiểu lý do mà anh lại trở nên xa lánh mọi người như vậy. Taiga hợp tác với CR trong cuộc chiến chống lại Dan Masamune (Kamen Rider Cronus) để kết thúc game Kamen Rider Cronicle. Và với đóng góp đó, anh đã được Bộ Y tế cấp phép cho xấy dựng Cơ sở trị liệu Bugster bằng phương pháp đặc biệt của mình. 
  - Rider Gashat: Bang Bang Shooting (Lv.1; Lv.2), Jet Combat (Lv.3),  Drago Knight Hunter Z (Lv.5), Proto Bang Bang Shooting (Lv.1; Lv.2), Gashat Gear Dual Beta (game Bang Bang Simulations Lv.50), Kamen Rider Chronicle (Master Gashat).
- Kujou Kiriya (九条 貴利矢?) / Kamen Rider Lazer (仮面ライダーレーザー Kamen Raidā Rēzā?): Là một bác sĩ pháp y. Có một người bạn thân là Jungo đã mất vì tai nạn giao thông (do biết mình bị nhiễm Bugster). Anh tham gia với mục đích khám phá sự thật về Bugster. Tuy nhiên khi biết được sự thật về Emu, Kiriya đã bị Kuroto thủ tiêu để bịt miệng. Sau đó anh được Dan Masamune hồi sinh dưới dạng Bugster để giúp đỡ mình, nhưng Kiriya chỉ giả vờ tuân lệnh và trở về CR vào một dịp không ngờ nhất. Anh khá hay nói dối, mặc dù tật này từng hại anh tới mất mạng. 
  - Rider Gashat: Bakusou Bike (Lv.1; Lv.2 - ở level 2 anh biến thân thành chiếc xe máy), Giri Giri Chambara (Lv.3), Drago Knight Hunter Z (Lv.5), Bakusou Bike (Lv.0, gashat này khác gashat ban đầu, khi dùng nó anh được gọi là Kamen Rider Lazer Turbo (仮面ライダーレーザーターボ Kamen Raidā Rēzā Tābo?)), Proto Shakariki Sports (Lv.0), Proto Jet Combat (Lv.0), Giri Giri Chambara (LV.X - dùng với Buggle Driver II)
- Dan Kuroto (檀 黎斗?) / Kamen Rider Genm (仮面ライダーゲンム Kamen Raidā Genmu?): Thiên tài lập trình, nguyên là CEO của GENM Corporation, công ty sản xuất game. Công ty cũng là nơi sản xuất các Gamer Driver và Rider Gashat của các Kamen Rider. Anh cũng là hiện thân của Kamen Rider Gemm (hay còn gọi là Ex-Aid màu đen). Tính cách rất điên khùng, luôn tự xưng là "Game Master" và "Thánh thần". Mục đích của Kuroto là tạo ra một "Game tối thượng" (được gọi là Kamen Rider Chronicle). Về sau anh bắt mọi người gọi mình là Tân Dan Kuroto (新 檀 黎斗 Shin Dan Kuroto?), rồi lại gọi là Dan Kuroto Thần (檀 黎斗 神 Dan Kuroto Shin?).
  - Rider Gashat: Proto Mighty Action X (Lv.1; Lv.2), Shakariki Sports (Lv.3), Dangerous Zombie (Lv.X - Khi còn là người thì Gashat này phải dùng Buggle Driver mới biến thân được), Proto Mighty Action X Origin (Lv.0), God Maximum Mighty X (LV.1.000.000.000), Genm Musou (LV.?)
- Parado (パラド?) / Kamen Rider Para-DX (仮面ライダーパラドクス Kamen Raidā Paradokusu?): Là một Bugster sinh ra từ cơ thể của Emu, hắn chiếm cơ thể Emu với danh game thủ M nhưng hắn lại bị tách ra bởi Zaizen Michihiko, sau đó, hắn hợp tác với Kuroto để tạo ra "Game tối thượng". Được Kuroto chế tạo cho Gashat Gear Dual để biến thân thành Kamen Rider Para-DX (đọc là "Paradox"). Tới gần cuối phim thì anh hợp tác với Emu sau khi bị đánh bại tới suýt bị tiêu diệt nhưng được chính đối thủ của mình cứu, chỉ để Parado hiểu ra ý nghĩa của sinh mệnh.
  - Rider Gashat: Gashat Gear Dual với hai game: Knock Out Fighter và Perfect Puzzle (Lv.50). Parado lên Lv.99 (Perfect Knockout Gamer) khi cắm Gashat Gear Dual vào Gamer Driver. Mighty Brothers XX (Lv.X; Lv XX).
- Karino Asuna (仮野 明日那?) / Poppy Pipopapo (ポッピーピポパポ?) / Kamen Rider Poppy (仮面ライダーポッピー Kamen Raidā Poppī?): Là Bugster của game DoReMiFa Beat, người hỗ trợ Emu và các Doctor Rider khác trong việc chống lại Bugster. Tên Karino Asuna là sự chơi chữ của Kari no Nurse (仮のナース kari no nāsu?), nghĩa là "y tá giả". Ở thế giới bên ngoài cô là y tá Asuna nghiêm túc hỗ trợ cho Emu. Mặt khác cô sẽ là Poppy vui tính khi ở trong máy chơi game ở CR. 
  - Rider Gashat: Tokimeki Crisis (Lv.10, dùng với Buggle Driver II).
- Dan Masamune (檀 正宗?) / Kamen Rider Cronus (仮面ライダークロノス Kamen Raidā Kuronosu?): Là bố của Kuroto, người thành lập kiêm CEO đầu tiên của GENM Corporation. 5 năm trước ông nhận tội thay Kuroto. Sau khi ra tù, sự thật mới được sáng tỏ rằng ông mới là người đầu tiên nhiễm virus trước cả Emu, là kẻ đứng sau cùng chi phối Kamen Rider Chronicle và trở thành bên thứ 3, đối địch với cả Emu và Parado.
  - Rider Gashat: Kamen Rider Chronicle - Master Gashat (dùng với Buggle Driver II). Các Kamen Rider Chronicle Gashat còn lại chỉ là Gashat thường, người thường dùng nó sẽ biến thân thành Ride Player và bị nhiễm virus.
- Kagami Haima (鏡 灰馬?): Viện trưởng Bệnh viện đại học Seito, nơi Emu và Hiiro làm việc. Ông cũng là bố của Hiiro.
- Momose Saki (百瀬 小姫?): Bạn gái của Hiiro, 5 năm trước bị nhiễm virus và là bệnh nhân của Taiga. Nỗi ân hận của Hiiro là anh vì mải học mà đã không quan tâm cô. Anh quyết tâm mang cô trở lại.
- Hinata Kyoutarou (日向 恭太郎?): Bộ trưởng Bộ Y tế, người thành lập ra CR. Ông cũng là người đã cứu mạng Emu 16 năm về trước.
- Saiba Niko (西馬 ニコ?): Xuất hiện từ tập 12. Vốn là nữ gamer thua Emu trong một cuộc thi. Cô tìm Taiga để đánh bại Emu. Về sau cô là hỗ trợ cho Taiga.
- Graphite (グラファイト Gurafaito?): Bugster bên cạnh Parado. Vật chủ của Graphite chính là Saki. Việc không tiêu diệt được sớm Graphite đã khiến Saki ra đi, đồng thời là nguồn thù hận của Hiiro dành cho Taiga.
- Amagasaki Ren (天ヶ崎 恋?) / Loverica (ラヴリカ Ravurica?): Tân chủ tịch của GENM Corporation thay Kuroto, xuất hiện từ tập 24. Là Bugster của game hẹn hò Toki Meki Crisis: Loverica và là tay sai của Parado. Bị Cronos giết ở tập 32.

## Danh sách tập phim
1. I'm a Kamen Rider! (I’m a 仮面ライダー！ Aimu a Kamen Raidā!?)
2. Hai người thiên tài thì no thank you? (天才二人は no thank you？ Tensai Futari wa Nō Sankyū??)
3. Kẻ vừa BAN đang đến! (BANしたあいつがやってくる！ Ban shita aitsu ga yatte-kuru!?)
4. Tên Operation(cuộc giải phẫu) là Dash! (オペレーションの名はDash！ Operēshon no na wa Dasshu!?)
5. Toàn bộ tập hợp! Crash đột kích! (全員集合、激突Crash！ Zen'in Shūgō, Gekitotsu Kurasshu!?)
6. Khắc ghi nhịp đập in the heart! ( 鼓動を刻め in the heart！ Kodō wo kizame in za Hāto!?)
7. Nguyên nhân của Some lie! (Some lieの極意！ Samu rai no gokui!?)
8. Những người đàn ông, Fly high! (男たちよ、Fly high！ Otoko-tachi yo, Furai Hai!?)
9. Đánh Dragon! (Dragonをぶっとばせ！ Doragon o buttobase!?)
10. Doctors thất thường! (ふぞろいのDoctors！ Fuzoroi no Dokutāsu!?)
11. Who's Kamen Rider màu đen? ( Who’s黒い仮面ライダー？ Fuzu kuroi Kamen Raidā??)
12. X-mas(Christmas) màu bạc đã được nhắm tới! (狙われた白銀のXmas！ Nerawareta Shirogane no Kurisumasu!?)
13. Destiny đã được định đoạt! (定められたDestiny！ Sadamerareta Desutini!?)
14. We're Kamen Rider! (We’re 仮面ライダー！ Wī ā Kamen Raidā!?)
15. Challenger mới xuất hiện! (新たなChallenger現る！ Arata na Charenjā arawaru!?)
16. Paradox đánh bại M! (打倒MのParadox！ Datō Emu no Paradokkusu!?)
17. BURGSTER ngoài tiêu chuẩn? ( 規格外のBURGSTER? Kikaku-gai no Bāgusutā??)
18. Phơi bày truth! (暴かれしtruth！ Abakareshi Turūsu!?)
19. Fantasy đột ngột!? (Fantasyは突然に⁉ Fantajī wa totsuzen ni!??)
20. Take off từ gió ngược! (逆風からのtake off！ Gyakufū kara no Teiku Ofu!?)
21. Đuổi theo Mystery! ( Mysteryを追跡せよ！ Misuteri o tsuiseki-seyo!?)
22. History đã được dàn xếp! ( 仕組まれたhistory！ Shikumareta hisutorī!?)
23. Giới hạn của dead or alive! (極限の dead or alive！ Kyokugen no Deddo oa Araibu!?)
24. Ôm ấp chí lớn và go together! (大志を抱いて go together！ Taishi wo daite Gō Tugezā!?)
25. New Game khởi động! ( New game起動！ Nyū Gēmu kidō!?)
26. Players đã đặt cược sinh tồn ( 生存を賭けたplayers Seizon o kaketa Pureiyāzu?)
27. Love &(and) Peace cho kẻ thắng! (勝者に捧ぐlove & peace！ Shōsha ni Sasagu Rabu ando Pīsu!?)
28. Vượt qua Identity (Identityを超えて Aidentiti o koete?)
29. We're ta!? (We’re 俺⁉ Wī ā ore!??)
30. Mạnh nhất VS(versus) Mạnh nhất! (最強VS最強！ Saikyō bāsasu Saikyō!?)
31. Continue bị cấm đoán!? (禁断のContinue!?  Kindan no Kontinyū!??)
32. Judgment đã được ban xuống! (下されたJudgment! Kudasareta Jajjimento!?)
33. Tái cơ cấu Company! (Company再編！ Konpanī saihen!?)
34. Hoàn thành rebirth! (果たされしrebirth！ Hatasareshi Ribāsu!?)
35. Giải cứu Partner! (Partnerを救出せよ! Pātonā o kyūshutsu-seyo!?)
36. GAMER vô địch hoàn toàn! (完全無敵のGAMER! Kanzen Muteki no Gēmā!?)
37. Sự kiên quyết của White knight! (White knightの覚悟! Howaito Naito no kakugo!?)
38. Period đẫm nước mắt (涙のperiod  Namida no Perioddo?)
39. Goodbye ta! (Goodbye俺！ Guddobai Ore!?)
40. Reboot của vận mệnh! (運命のReboot！ Unmei no Ribūto!?)
41. Game đã bị Reset! (Resetされたゲーム！ Risetto-sareta Gēmu!?)
42. God giáng lâm! (God降臨！ Goddo kōrin!?)
43. License của áo trắng. (白衣のlicense Hakui no Raisensu?)
44. Smile của giây phút hấp hối. (最期のsmile Saigo no Sumairu?)
45. GAME không hồi kết (終わりなきGAME Owarinaki Gēmu?)

## Phim điện ảnh
Kamen Rider Ex-Aid xuất hiện lần đầu tiên như một khách mời trong Kamen Rider Ghost: 100 Eyecon và khoảnh khắc định mệnh của Ghost.
Kamen Rider Heisei Generations: Dr Pac-Man vs. Ex-Aid & Ghost with Legend Riders
Một phim điện ảnh, tên là Kamen Rider Heisei Generations: Dr. Pac-Man vs. Ex-Aid & Ghost with Legend Riders (仮面ライダー平成ジェネレーションズ Dr.パックマン対エグゼイド&ゴーストwithレジェンドライダー Kamen Raidā Heisei Jenerēshonzu Dokutā Pakkuman Tai Eguzeido Ando Gōsuto Wizu Rejendo Raidā)
được công chiếu tại Nhật Bản vào ngày 10 tháng 12 năm 2016. Trong bộ phim này, Kamen Rider Ex-Aid sẽ hợp tác với Kamen Rider Ghost, Kamen Rider Drive, Kamen Rider Gaim và Kamen Rider Wizard khi họ chiến đấu chống lại một loại virus dựa trên nhân vật video game Pac-Man của Bandai Namco Entertainment.
Kamen Rider Heisei Generations FINAL: Build & Ex-aid with Legend Riders
Là một phim điện ảnh tên gọi là Kamen Rider Heisei Genererations FINAL: Build & Ex-aid with Legend Riders (仮面ライダー平成世代 FINAL：ビルド＆エキストラ援助with伝説のライダー Kamen Raidā Heisei Jenerēshonzu Fainaru: Birudo & Eguzeido Wizu Rejendo Raidā) được công chiếu tại Nhật Bản.

### Kamen rider Ex-aid Trilogy
- Another Ending: Kamen Rider Snipe and Brave (03/02/2018).
- Another Ending: Kamen Rider Para-DX with Poppy (17/02/2018).
- Another Ending: Kamen Rider Genm vs. Lazer (03/3/2018).

## Đóng phim và sản xuất
Takahashi Yuya viết kịch bản chính, đây là lần đầu tiên anh trở thành người viết kịch bản chính cho một loạt Kamen Rider. Nhà sản xuất Sasaki Motoi của TV Asahi, người đã sản xuất rất nhiều bộ Kamen Rider trước đây hợp tác với Toei cũng sẽ làm giám đốc sản xuất lần đầu tiên. Ōmori Takahito, giám đốc sản xuất của Zyuden Sentai Kyoryuger và Kamen Rider Drive cũng sẽ tham gia.

## Diễn viên
- Houjou Emu (宝生 永夢?):  Iijima Hiroki (飯島 寛騎)
- Kagami Hiiro (鏡 飛彩?): Seto Toshiki (瀬戸 利樹)
- Hanaya Taiga (花家 大我?): Matsumoto Ukyō (松本 享恭)
- Dan Kuroto (檀 黎斗?): Iwagana Tetsuya (岩永徹也)
- Karino Asuna (仮野 明日那?)/ Poppy Pipopapo (ポッピーピポパポ?): Matsuda Ruka (松田 るか)
- Kujou Kiriya (九条 貴利矢?): Onozuka Hayato (小野塚 勇人)
- Parad (パラド Parado?): Kai Shōma (甲斐 翔真)
- Kagami Haima (鏡 灰馬?):Hakata Hanamaru (博多 華丸)
- Hinata Kyōtarō (日向 恭太郎?): Nomura Hironobu (野村 宏伸)
- Saiba Niko (西馬 ニコ): Kurosaki Reina (黒崎 レイナ)
- Graphite (グラファイト Gurafaito?): Machii Shōma (町井 祥真)
- Lồng tiếng Rider Gashat: Kageyama Hironobu (影山 ヒロノブ)
- Dẫn chuyện: Suwabe Jun'ichi (諏訪部 順一)

## Bài hát chủ đề
Bài hát mở đầu
- "EXCITE"
  - Lời: Kanata Okajima, Daichi Miura
  - Sáng tác: Carpainter, Kanata Okajima
  - Cải biên: UTA, Carpainter
  - Trình bày: Daichi Miura